# Vordermühle (Drahnsdorf)

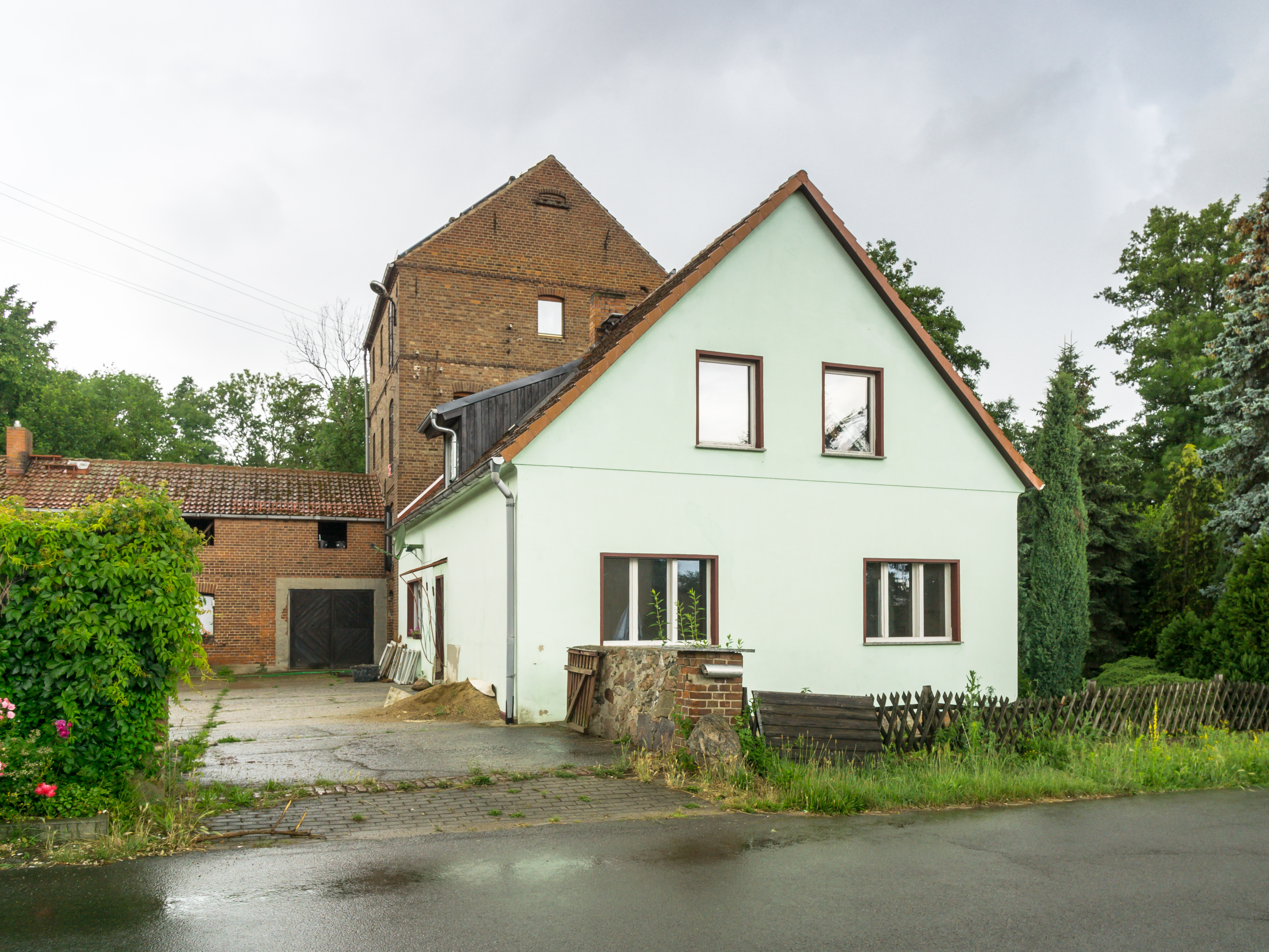
Vordermühle bei Krossen

Die Vordermühle ist eine historische Wassermühle an der Dahme und ein Wohnplatz im Gemeindeteil Krossen der Gemeinde Drahnsdorf im Landkreis Dahme-Spreewald (Brandenburg). Sie war mit Unterbrechungen bis 2006 in Betrieb. Die Mühle ist eine der 18 historischen Wassermühlen am Oberlauf der Dahme. Eine erste Nennung der Jahnmühle vor Krossen ist für 1591 dokumentiert.

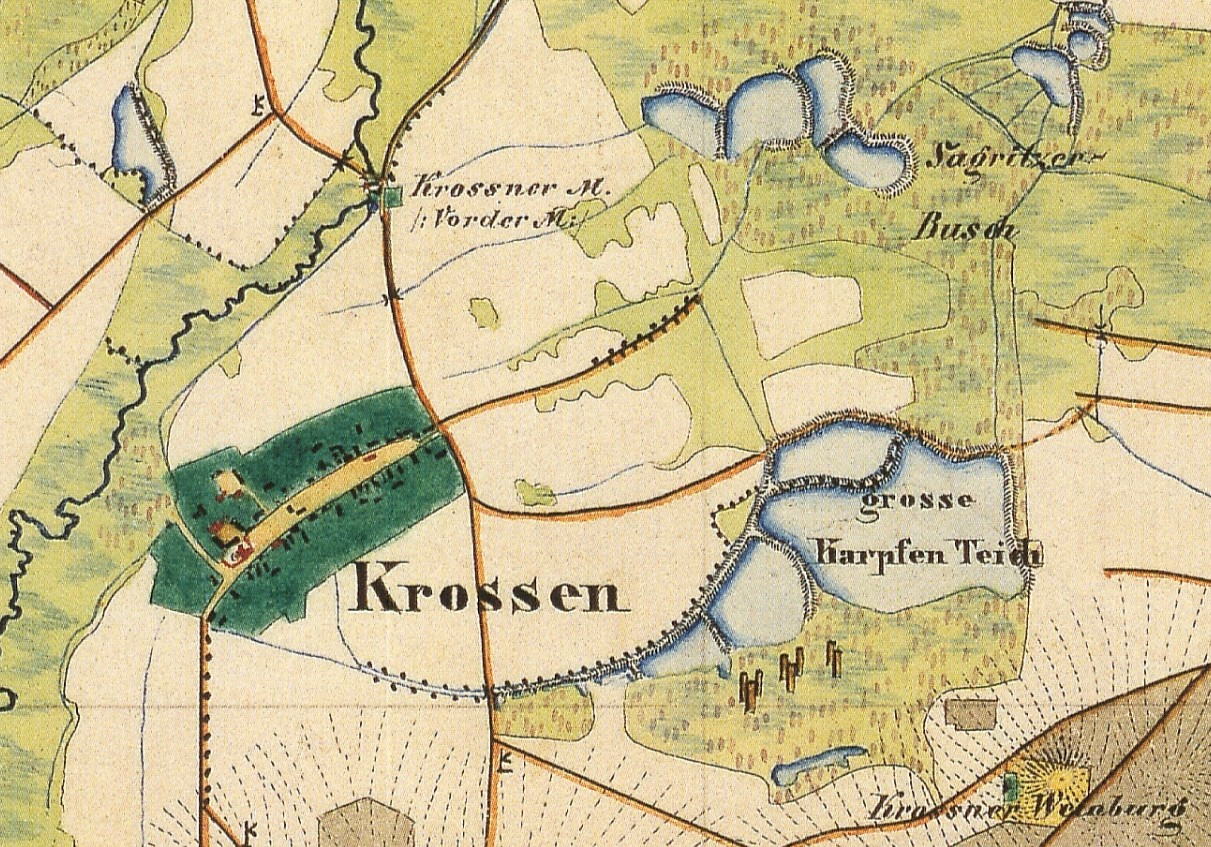
Krossen und Vordermühle, Ausschnitt aus dem Urmesstischblatt 4047 Golßen von 1847

## Lage
Die Vordermühle liegt ca. 500 Meter nordwestlich des nordöstlichen Ortsausganges von Krossen an der Dahme. Der Weg führt weiter über die Dahme nach Falkenhain und Drahnsdorf. Der Wohnplatz liegt auf etwa 62 m ü. NHN. Sie ist eine von zwei historischen Wassermühlen auf der Gemarkung Krossen.

## Geschichte
Die Vordermühle wurde 1527 erstmals urkundlich erwähnt. Nach der Website Ländliche Baukultur: Porträt Vordermühle soll sie bereits 1409 urkundlich belegt sein. Ein Beleg für dieses Datum fehlt allerdings.
Am 29. April 1527 wurde Dietrich von Stauchwitz vom Niederlausitzer Landvogt Heinrich Tunkel von Bernitzko mit dem Dorf Pitschen mit dessen Kirchlehen und der wüsten Dorfstätte Schlaberstorf belehnt. Weiter erhielt er die Belehnung für die von Heinrich von Luckowien gekauften Güter, zu Krossen einen freien Hof mit Äckern, Wiesen, Teichen, Büschen etc., sieben Bauern zu Krossen, sechs Bauern zu Wildau, und einen Bauern in Gießmannsdorf sowie weitere Zinsen, darunter vier Scheffel Korn von der Mühle vor Krossen. Eine erneute Lehensbestätigung über dieselben Lehensstücke erhielten am 5. September 1527 die Brüder und Vettern Didolt, Hans und Dietrich von Stauchwitz. Hier ist nun Jhans Mühle vor Krossen genannt, die vier Scheffel Korn zinste. Diese Jhans Mühle kann nur die Vordere Mühle gewesen sein (vor Krossen gelegen!).
Am 15. Februar 1591 belehnte der Niederlausitzer Landvogt Jaroslav von Kolowrat den Joachim von Stutterheim auf Golßen mit einem Anteil an Krossen, mit dem Rittersitz, vier Hüfnern und einem Halbhüfner, sieben Gärtnern und einem Zins in Höhe von vier Malter Korn von der Jahnsmühle vor Krossen, den er von Hans von Stauchwitz zu Pitschen gekauft hatte.
Die Jahnsmühle wird noch in einer weiteren Urkunde erwähnt. Am 24. Februar 1708 belehnte der sächsische Kurfürst August III. (als August II. König von Polen) in Vormundschaft für Moritz Wilhelm, Herzog von Sachsen-Merseburg und Markgraf der Niederlausitz, nach dem Tod von Caspar Seyfried von Karras, Landgerichtsassessor und Landsyndikus der Niederlausitz, dessen Söhne Johann Heinrich, Landsyndikus, Caspar Gottlob und August Seyfried von Karras (er wurde von seinem Onkel, dem Rittmeister Heinrich Ernst von Karras als seinem Vormund vertreten) mit dem Anteil des Lehnsgutes Krossen, wie es der Vater innehatte. Zu diesem Lehensanteil von Krossen gehörten auch zwei Wassermühlen – Bergfrieds und Jahns Mühle, eine Windmühle, ein Weinberg und eine Schäferei. In der Urkunde wird erwähnt, dass dieser Anteil bereits dem Großvater der Belehnten, Caspar Ernst von Karras gehört hatte. Da die Jahns Mühle relativ sicher mit der Vordermühle identifiziert werden kann, kann Bergfrieds Mühle nur mit der Kleinen Mühle an der Dahme identisch sein.
Im Schmettauschen Kartenwerk von 1767/87 ist die Mühle leider nicht verzeichnet. In der Topographisch-statistische(n) Uebersicht des Regierungsbezirks Frankfurth a. d. O. von 1820 ist sie als Kroßener Vordermühle bezeichnet. Sie wird als Wassermühle mit einer Feuerstelle und vier Bewohnern beschrieben.
1842 wollte der damalige Besitzer der Vordermühle Brendicke die Mahl- und Schneidemühle aus freier Hand verkaufen. Der Mahlgang, das Stampfwerk mit Ölpresse und der Graupengang waren seinen Angaben zufolge erst vor zwei Jahren neu eingebaut worden (also 1840). Auch der Grundwasserbau war damals erneuert worden. Die Nebengebäude waren in gutem Zustand, die Stallung und Scheune war neu erbaut worden. Dicht am Hof befanden sich Gärten, Ackerland mit Weizenboden und eine Wiese, die in guten Jahren dreimal gemäht werden konnte. Die Kunststraße nach Berlin (heutige B 96) führte angeblich nur eine halbe Stunde entfernt an der Mühle vorbei und sollte somit auch den Absatz der Mühlenprodukte nach Berlin ermöglichen.
Im Urmesstischblatt 4047 Golßen von 1847 ist die Vordermühle als Krossner Mühle (Vorder Mühle) verzeichnet. In der Topographisch-statistischen Uebersicht des Regierungs-Bezirks Frankfurt a. d. O. von 1844 und im Topographisch-statistischen Handbuch des Regierungs-Bezirks Frankfurt a. O. von 1867 ist die Vordermühle nicht separat beschrieben, sondern nur unter Krossen erwähnt.
1893 gehörte die Mühle einem A. Zinnitz, von dem sich eine technische Zeichnung eines Kropfrades mit eisernen Schaufeln erhalten hat.
1920 wurde das Wasserrad durch eine Francis-Turbine ersetzt. 1935/38 war die Mühle verpachtet; der Mühlenpächter hieß Oskar Prüfer.
Ab 1960 arbeitete die Mühle elektrisch. 1956 hatte der Müller Karl Scholz aus Schlesien die Mühle gekauft. Nach dem Tod des Vaters 1962 betrieben die Söhne Dietmar und Joachim Scholz die Mühle zunächst weiter. 1965 stellten sie den Betrieb ein. Die Anlagen verfielen zusehends. Ab 1988 richteten die Gebrüder Scholz die Mühle wieder her. 1991 wurde das Zuppinger-Wasserrad installiert und der Betrieb in kleinem Umfang wieder aufgenommen. In erster Linie wurden Futtermittel hergestellt. Das Wasserrad wurde auch zur Stromerzeugung genutzt, es lieferte maximal 7 kW. Um 2000 war auch eine Gaststätte angeschlossen. Außerdem wurden Kutschfahrten angeboten. Dietmar Scholz war der letzte Müller in der Vordermühle. 2006 wurde noch das 50-jährige Jubiläum der Übernahme der Mühle durch die Familie Scholz gefeiert. Seit mindestens 2017 steht das Gebäude leer.

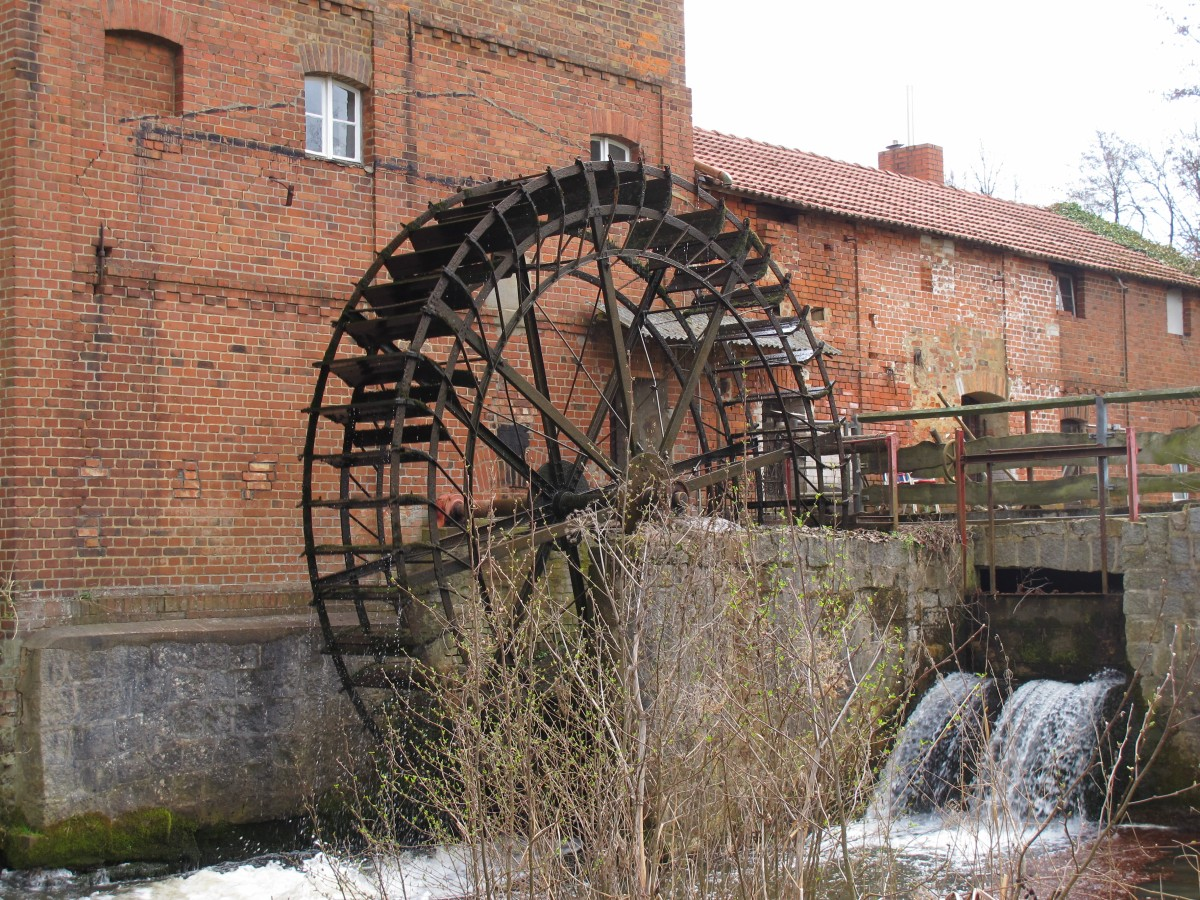
Das Zuppinger-Wasserrad der Vordermühle

## Trivia
2011 wurde eine Folge der Kindersendung Löwenzahn in der Vordermühle gedreht.